# 바위뒤통수틈새
바위뒤통수틈새(petro-occipital fissure), 또는 추체후두열은 연골의 판으로 채워진 관자뼈 바위부분과 뒤통수뼈 사이의 틈새로, 큰구멍의 고랑이 있는 표면을 관자뼈의 바위부분 양쪽에서 나누고 있다. 바위뒤통수틈새는 목정맥구멍 뒤에서 연속적이며, 그 가장자리에는 아래바위정맥굴이 지나가는 고랑이 파여 있다.

## 참고 문헌
이 문서는 현재 퍼블릭 도메인에 속하는 그레이 해부학 제20판(1918) page 193의 내용을 기초로 작성된 글이 포함되어 있습니다.